# Махкамов Кахар Махкамович
Махка́мов Кахар Махкамович (тадж. Қаҳҳор Маҳкамович Маҳкамов; 16 квітня 1932, Ленінабад, Таджицька РСР — 8 червня 2016, Душанбе, Таджикистан) — таджицький політичний і державний діяч, голова Ради Міністрів Таджицької РСР (1982-1986), 1-й секретар ЦК Компартії Таджикистану (1985-1991), голова Верховної Ради Таджицької РСР (1990), перший президент Таджикистану (1990-1991). Член ЦК КПРС у 1986—1991 роках, член Політбюро ЦК КПРС з 13 липня 1990 по 23 серпня 1991 року.

## Біографія
Кахар Махкамов народився 16 квітня 1932 року в місті Ходженті в селянській родині. 1953 року закінчив Ленінградський гірничий інститут.

### Трудова діяльність
У 1953—1957 роках працював начальником вентиляції шахти тресту «Таджиквугілля» в місті Шураб, помічником головного інженера, начальником експлуатаційної ділянки, головним інженером, начальником шахти. Член КПРС з 1957 року.
У 1957—1961 роках — керуючий Шурабським рудоуправлінням тресту «Таджиквугілля».

### Партійно-господарська кар'єра
У 1961—1963 роках К.Махкамов займає посаду голови виконавчого комітету Ленінабадської міської ради депутатів трудящих.

Ленінабадське (Ходжентське) походження Кахара Махкамова сприяло швидкій і успішній партійно-адміністративній кар'єрі. Ленінабадці займали провідні партійні і державні посади, відтісняючи представників інших регіонів. З ленінабадцями традиційно співпрацювали вихідці з Кулябської області, що займали провідні посади в силових структурах.
Інші регіональні клани — «бадахшанці», «гісарці» та «гармці» бажали змінити таке становище, але до здобуття Таджикистаном незалежності не змогли цього зробити.

1963 року Кахара Махкамова призначено головою Держплану Таджицької РСР, а з 28 жовтня 1965 року поєднує цю посаду з посадою заступника голови Ради міністрів Таджицької РСР. 

20 квітня 1982 — 4 січня 1986 року — голова Ради Міністрів Таджицької РСР; 

14 грудня 1985 — 4 вересня 1991 року — Перший секретар ЦК Компартії Таджикистану; водночас у 1985—1991 — член ЦК КПРС, 1990—1991 — член політбюро ЦК КПРС. 

Депутат Верховної Ради СРСР 10-11 скликань, народний депутат СРСР (1989—1991), депутат Верховної Ради Таджицької РСР 12 скликання. 

Керівником радянського Таджикистану став на початку політики «перебудови» в СРСР коли генеральний секретар ЦК КПРС Михайло Горбачов відправив на пенсію першого секретаря ЦК Компартії Таджикистану Рахмона Набієва.

### На чолі Таджицької РСР
Кахар Махкамов, який багато років очолював Держплан республіки і добре знав проблеми її економіки, на думку М. Горбачаова добре підходив на роль реформатора, однак виявився нездатним зберегти контроль над Таджикистаном, який роздирали міжкланові та міжрегіональні суперечності, що вкрай загострилося в останні роки існування СРСР. Ситуація ставала все більш загрозливою коли на міжрегіональні суперечності наклалися релігійні і політичні конфлікти. 1990 у Душанбе та інших великих містах почалися великі мітинги.

11 лютого у Душанбе почали розповсюджуватися чутки про розподілення квартир для вірменських біженців з Баку, біля будівлі ЦК Компартії Таджицької РСР зібралося кілька тисяч чоловік. Наступного дня вигуки у натовпі з «Геть вірмен!» змінилися вимогами «Геть Махкамова!», почалися безлади. Для наведення ладу було залучено близько 5000 військових та службовців МВС, які отримали наказ вести вогонь на ураження, було запроваджено комендантську годину. В результаті 25 осіб було вбито і 565 поранено.

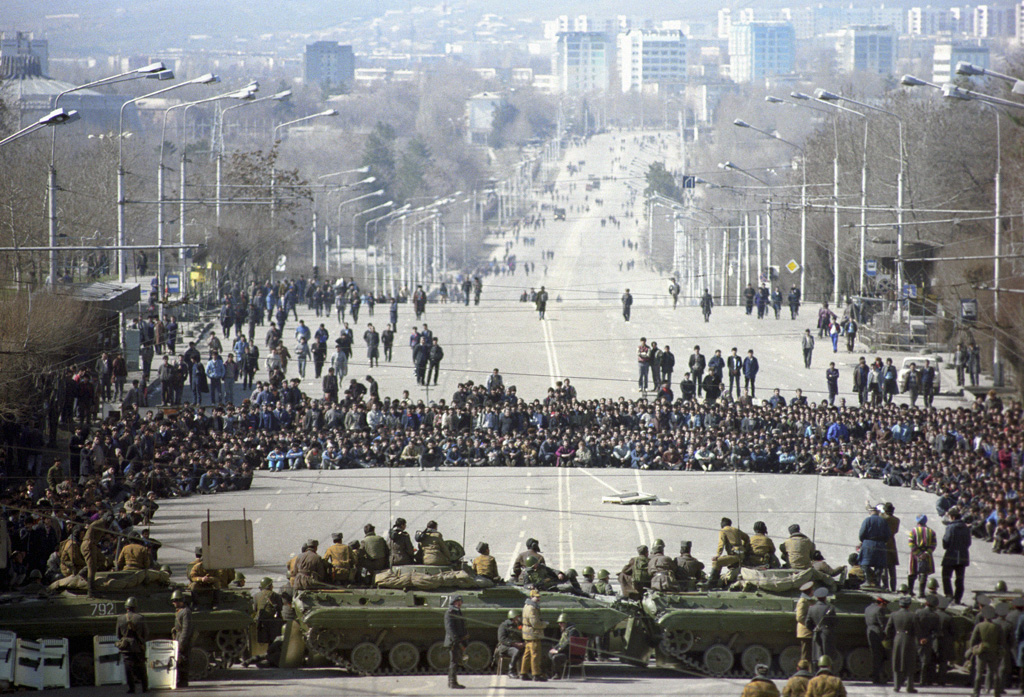
БМП на проспекті Леніна у Душанбе, 14 лютого 1990 року

За ці події Махкамова було піддано критиці з боку заступника голови ради Міністрів Бурі Карімова, який вимагав відставки керівництва Комуністичної партії Таджикистану. 14 лютого Каххар Махкамов і голова ради Міністрів Ізатулло Хайоєв подали у відставку, проте вона не була прийнята Центральним комітетом Комунітстичної партії Таджикистану. 

В інтерв'ю газеті «Чарогі Руз» співробітник КДБ Таджикистану Абдулло Назаров стверджував, що безлади були спровоковані КДБ Таджикистану задля дискредитації антикомуністичного руху у республіці.
Кахар Махкамов через 20 років після лютневих подій 1990 в інтерв'ю «Бі-Бі-Сі», говорячи про причини безладів, що відбулися, заявляв, що до цих подій «причетні і деякі керівники КДБ — як у Душанбе, так і в Москві».

Бурі Карімова та інших критично налаштованих представників комуністичної номенклатури було виключено з Комуністичної партії Таджикистану.
У березні 1990 відбулися вибори до Верховної Ради Таджицької РСР 12 скликання, до яких республіканська влада не допустила представників опозиційних партій та громадських рухів. Таким чином, ВР Таджицької РСР складалася переважно з лояльних комуністів, що дозволяло й надалі проштампувати потрібні К.Махкмову та іншим керівниками республіки рішення. В результаті основна політична боротьба у Верховній Раді проходила між угрупуваннями всередині комуністичної фракції. Оскільки найвищої посадою у Таджицькій РСР на той час була посада голови Верховної Ради, К.Махкамов як перший секретар Компартії Таджикистану, запропонував свою кандидатуру. Його суперником став попередній голова Президіуму Верховної Ради Гаібназар Паллаєв (належав до «памірської групи»). На голосуванні 12 квітня 1990 року К.Махкамов переміг з перевагою 162 проти 62 голосів.

Після запровадження посади Президента, 30 листопада 1990 року Верховна Рада Таджицької РСР обрала Кахара Махкамова президентом Таджицької РСР. Цього разу його суперником був попередник по партійній ліній екс-перший секретар компартії Таджицької РСР Рахмон Набієв. К.Махкамов отримав 131 голос, Р.Набієв — 89.. Одночасно Кахар Махкамов продовжував обіймати посаду голови Кабінету міністрів Таджицької РСР (з 30 листопада 1990 по 25 червня 1991 року).

### Політичні проблеми та відставка
Кахар Махкамов у серпні 1991 року підтримав дії Державного комітету з надзвичайного стану СРСР. Після падіння путчістів опозиційні Демократична Партія Таджикистану та Партія Ісламського Відродження організували масові демонстрації з вимогою відставки К.Махкамова. Більшість депутатів Верховної Ради Таджицької РСР висловила йому недовіру. 31 серпня 1991 року Кахар Махкамов був змушений піти у відставку з посади президента Таджицької РСР. 4 вересня він також склав з себе повноваження першого секретаря Комуністичної партії Таджикистану.

### Подальше життя
З 1992 року Кахар Махкамов перебуває на політичній пенсії зі збереженням статусу довічного члена парламенту. У 1992—1997 Махкамов працює консультантом, а згодом керівником фірми «Шукур» (автосервіс, випуск склотари). Зараз Махкамов член нижньої палати парламенту із забезпечення основних конституційних прав і свобод людини, та законності. Він є представником Таджикистану у ЄврАзЕС та одночасно головою комісії з економічної політики Міжпарламентської асамблеї ЄврАзЕС.
Помер 8 червня 2016 року в Душанбе.

## Нагороди
- Чотири Ордени Трудового Червоного Прапора
- Заслужений інженер Таджицької РСР

## Оцінка національного становища таджиків в радянські часи
Махкамов вітав перебудову, вважаючи, що вона може вплинути на зростання національної самосвідомості свого народу. В одному з виступів він заявив:
|  | Народ з його стародавньою та багатою історією що дав світу немало великих вчених, мислителів, поетів, опинився в такому становищі, що навіть не має нормального музею, гарних театрів, сучасних бібліотек і т. д., будівництво яких протягом довгих років просто заборонялося. Народ став втрачати свою культуру, свою мову. Обурення людей цими обставинами є справедливим. Багато треба виправити, і чим раніше, тим краще . |